# Educación femenina

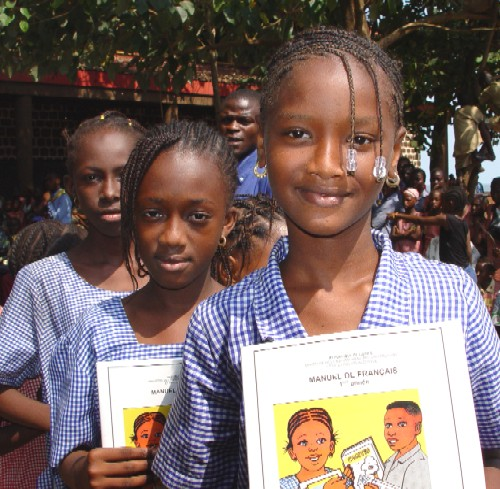
Niñas de una escuela de Guinea.

Educación femenina o de la mujer es una expresión con las que se engloba un amplio y polémico tema de debate en torno a la educación y la condición femenina; referido a los diferentes niveles y ámbitos educativos (educación primaria, educación secundaria, educación superior, formación profesional, , así como a los estudios de género (gender studies). El propio concepto de la igualdad de la mujer se centra en el derecho a la educación de niñas y mujeres de todas las edades y condiciones (económicas, religiosas, étnicas, etc.). Es interesante hablar primero sobre el concepto de educación que según Segura Graiño es “la preparación para desempeñar en la sociedad la función a la que se le destina”1, por lo que es un concepto muy polivalente.
Mientras que el movimiento feminista ha promovido la importancia de los problemas relacionados con la educación femenina, la discusión es amplia y de significados definidos con precisión, llegando a incluir, por ejemplo, consideraciones en torno a la educación sexual y la prevención de enfermedades como el SIDA.
La educación universal, entendida como la obligación del estado de proporcionar una educación básica a todos,punto como resultado del derecho a la educación (reconocido como uno de los derechos humanos), todavía no es una norma universal, aunque sí se asume en los países desarrollados. En el mundo occidental las mujeres sobrepasan estadísticamente a los varones en muchos niveles educativos; por ejemplo, los datos de Estados Unidos en los años 2005/2006 muestran que el 62% de las mujeres consiguen carrera técnica, el 58% una licenciatura, el 60% una maestría y el 50% un doctorado. También se ha progresado en la educación dirigida a mujeres con algún tipo de discapacidad. En 2011 se graduó de la Universidad de Palermo la primera mujer con síndrome de Down (Giusi Spagnolo).
La mejora de los niveles educativos de las mujeres ha demostrado tener impacto en los niveles económicos y de salud no sólo de éstas, sino de todo el conjunto de la sociedad. La taza de mortalidad infantil de bebés cuyas madres han recibido educación primaria, es la mitad de la de los niños cuyas madres son iletradas. En los países con menor distribución de la riqueza, la mitad de las niñas no reciben educación más allá de la escuela primaria. Se ha calculado que cada año de escolarización añadida aumenta la esperanza de vida de las mujeres en un 15%. Las mejoras en la educación femenina no sólo incrementan el potencial de las mujeres, sino el de sus futuros hijos. Todavía se mantienen muchos obstáculos a la educación de las niñas. En algunos países africanos, como Burkina Faso, las razones que lo impiden son tan básicas como la ausencia de aseos separados de los de los niños.
El incremento en las tasas de escolarización en todos los niveles, particularmente en los países en desarrollo, ha capacitado a las mujeres para desarrollar carreras profesionales y acceder a mayores salarios y puestos de responsabilidad. A mayor nivel educativo, más se retrasa la iniciación en la actividad sexual, el matrimonio y la maternidad, así como aumenta la posibilidad de mantener la soltería o acceder a métodos anticonceptivos; todo ello como opciones voluntarias, que en una sociedad preindustrial son difícilmente concebibles para la mayoría de las mujeres. La educación aumenta el nivel de recursos al alcance de las mujeres ("empoderamiento") para evitar la violencia de género o acceder al divorcio, relacionarse con socios, patronos o empleados, participar en política o ejercer cargos.
La oposición violenta a la educación de la mujer está siendo un elemento distintivo de determinados movimientos, como los talibán en Afganistán o Boko Haram en Nigeria. La estudiante pakistaní Malala Yousafzai fue galardonada con el Premio Nobel de la Paz en 2014 por su lucha a favor de la educación femenina, por la que fue objeto de un atentado terrorista.

## Tradición en algunos países

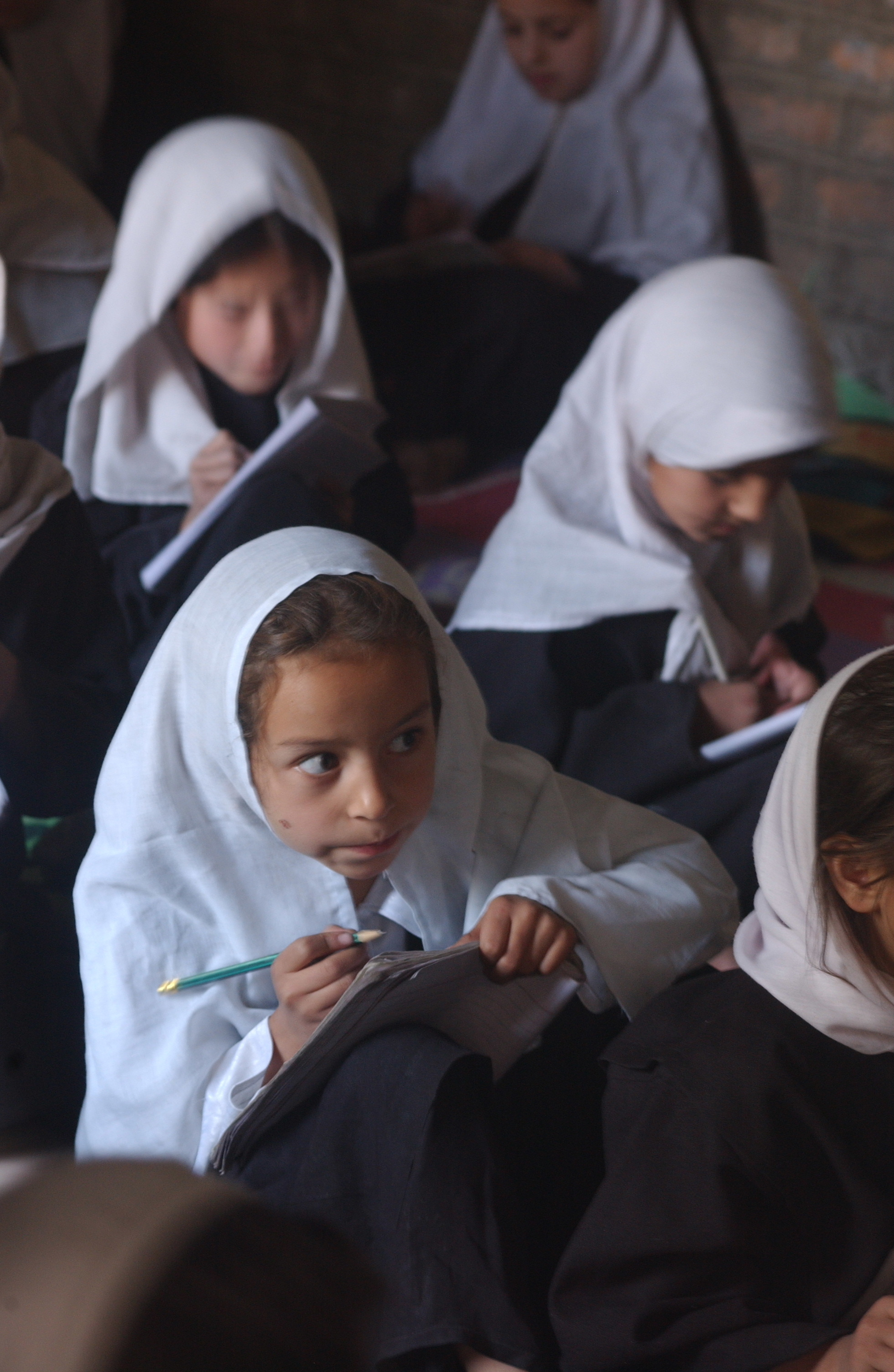
Clase de niñas en Afganistán, 2002.

La mujer islámica ha jugado un papel importante en las fundaciones de muchas instituciones educativas islámicas, tales como Fatima al-Fihri's, fundado en la Universidad de Qarawiyyin en 859. Esto continuó a través de la Dinastía ayubí en los siglos XII y XIII, cuando 160 mezquitas (lugares de culto) y madrazas (escuelas) fueron establecidas en Damasco, 26 de las cuales fueron fundadas por mujeres a través del sistema waqf. La mitad de todos los clientes reales para estas instituciones eran también mujeres.
Según el erudito sunita Ibn Asakir en el siglo XII, había oportunidades para la educación femenina en la edad dorada del Islam. Asakir escribió que las mujeres podían estudiar, ganar ijazah y calificar como Ulema. Este fue especialmente el caso de familias escolarizadas u eruditas, quienes querían asegurar la educación más alta posible, tanto a sus hijos como a sus hijas. El mismo Ibn Asakir estudió con 80 profesoras en su tiempo. De acuerdo con el hadith atribuido a Muhammad, él elogió a las mujeres de Medina por su deseo de conocimiento religioso.
Mientras no era común para las mujeres matricularse como estudiantes en clases formales, era común para ellas atender a lecturas informales y sesiones de estudio en las mezquitas, madrazas y otros lugares públicos. Mientras no había restricciones legales en la educación femenina, algunos hombres, como Muhammad ibn al-Hajj (d. 1336), no aprobó esta práctica y se horrorizó por el comportamiento de algunas mujeres, quienes informalmente escuchaban lecturas en su tiempo.
Mientras las mujeres representaban a no más de 1% de los eruditos islámicos del siglo XII, hubo un gran incremento de las estudiantes después de este. En el siglo XV, al-Sakhawi dedicó uno de sus doce volúmenes de diccionarios biográficos al-Daw, al- Iami, a mujeres estudiantes, ofreciendo información de 1,075 de ellas. Más recientemente, el erudito Mohammad Akram Nadwi, actual investigador del Centro de Estudios Islámicos de Oxford, ha escrito 40 volúmenes de las muhaddith (mujeres que estudiaban el Hadith), encontrando al menos 8,000 de ellas.

### Educación de la mujer en la República islámica de Irán
Desde la revolución de 1979, Irán estaba bajo el control de las leyes islámicas, el progreso de la educación femenina fue afectada por la monarquía islámica. Las mujeres fueron forzadas a usar velos y se les impidió ir a las mismas escuelas que los varones; tuvieron que aprender con diferentes versiones de los libros de texto, los cuales eran ediciones especiales para mujeres. Las mujeres que no estaban casadas no podían recibir ayuda económica si estudiaban en el extranjero. Durante los últimos años, hasta ahora, el problema de la educación femenina ha estado en debate.
Las mujeres iraníes tienen la capacidad y el deseo para perseguir una educación adicional. Una estudiante iraní de educación media puede obtener un diploma después de estudiar por tres años. Si las estudiantes pretenden ingresar a las universidades, ellas deberán cursar el cuarto año en la educación media. De acuerdo con las investigaciones, el 42% de las estudiantes elige cursar el cuarto año en la educación media pero solo el 28% de los estudiantes varones eligen estudiar en orden para entrar a la universidad. Además, las mujeres tienen más probabilidad que los hombres de pasar los exámenes de admisión para la universidad. Las mujeres islámicas están en necesidad de lograr una educación más alta y resultó que sus capacidades son suficientes para conseguirla. Las oportunidades para la educación femenina necesita más atención nacional y menos regulación.
Durante 1978 y 1979 la proporción de mujeres que asistió a universidades o facultades como estudiantes es algo baja. 31% de los estudiantes admitidos en las universidades son mujeres. Para la composición de género en la facultad, el 14% son mujeres. Esta situación ha cambiado con el paso del tiempo. La matrícula universitaria ha disminuido bajo la influencia de la Revolución Cultural Iraní. La matrícula en general declinó durante ese tiempo. Después de la revolución cultural, el porcentaje de matrícula aumentó. El incremento en el número de estudiantes universitarios es acompañado con un aumento en la cantidad de estudiantes universitarias.
La educación superior islámica contiene 5 niveles, los cuales son: título de asociado, bachillerato, maestría, doctorado profesional y doctorado especializado. Antes de la revolución, la brecha de género era en un nivel de maestría y doctorado especializado, el cual era únicamente 20% y 27%. Eso ha cambiado después de 30 años. En el 2007, el porcentaje femenino en grado de maestría aumentó al 43%; y para el grado de doctorado especializado, creció en un 33%.

La tasa de mujeres no solamente incrementó en cuanto a estudiantes, sino también en las facultades. Hace 20 años[¿cuándo?] sólo el 6% de todos los profesores y el 8% de los profesores asociados eran mujeres. Ahora[¿cuándo?] el 8% de todos los profesores y el 17% de todos los profesores asociados son mujeres.[cita requerida]

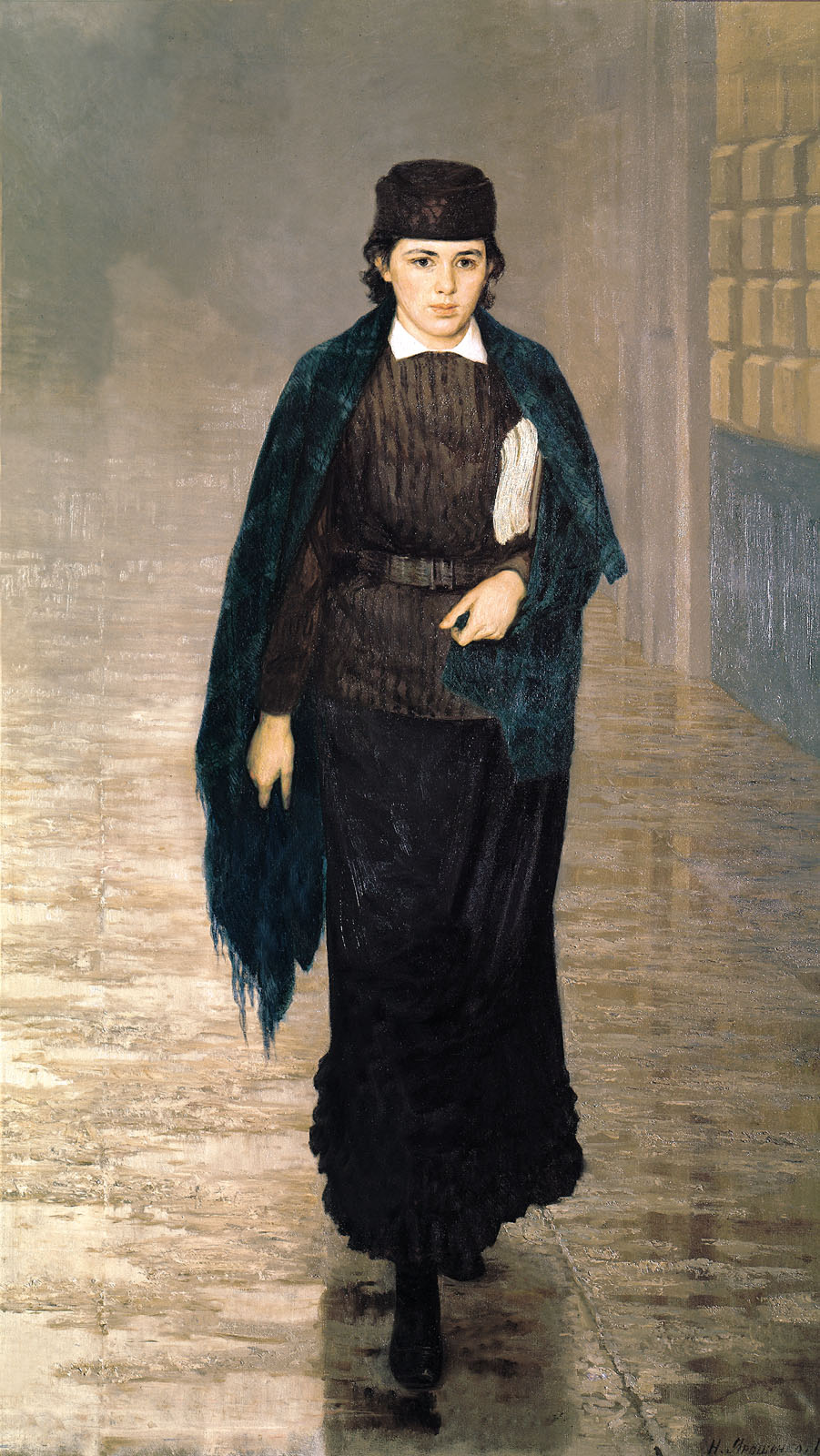
Una estudiante de los Cursos Bestuzhev de San Petersburgo, 1880.

## África
En el siglo XIX, los misioneros cristianos inauguraron métodos modernos tradicionales enfocados principalmente en varones. Después de varios experimentos, decidieron promover la educación doméstica dirigido hacia las mujeres. En el sur de África, después de 1820, los misioneros escoceses decidieron que las mujeres solo necesitaban de la educación más básica para la propagación del cristianismo desde casa, así que prepararon a mujeres para que se dedicaran a la labor educativa en el territorio de las misiones escocesas. Aplazaron el establecimiento de un departamento de mujeres en Lovedale. Finalmente, llegó una nueva dirección, la cual tenía una nueva visión más amplia para sustentar la manera en la que las mujeres nativas podían promover el cristianismo y los códicos de género occidentales. Los musulmanes de la India que llegaron al este de África trajeron a lo largo del siglo XIX políticas altamente restrictivas contra la escolarización de las mujeres.

## Asia

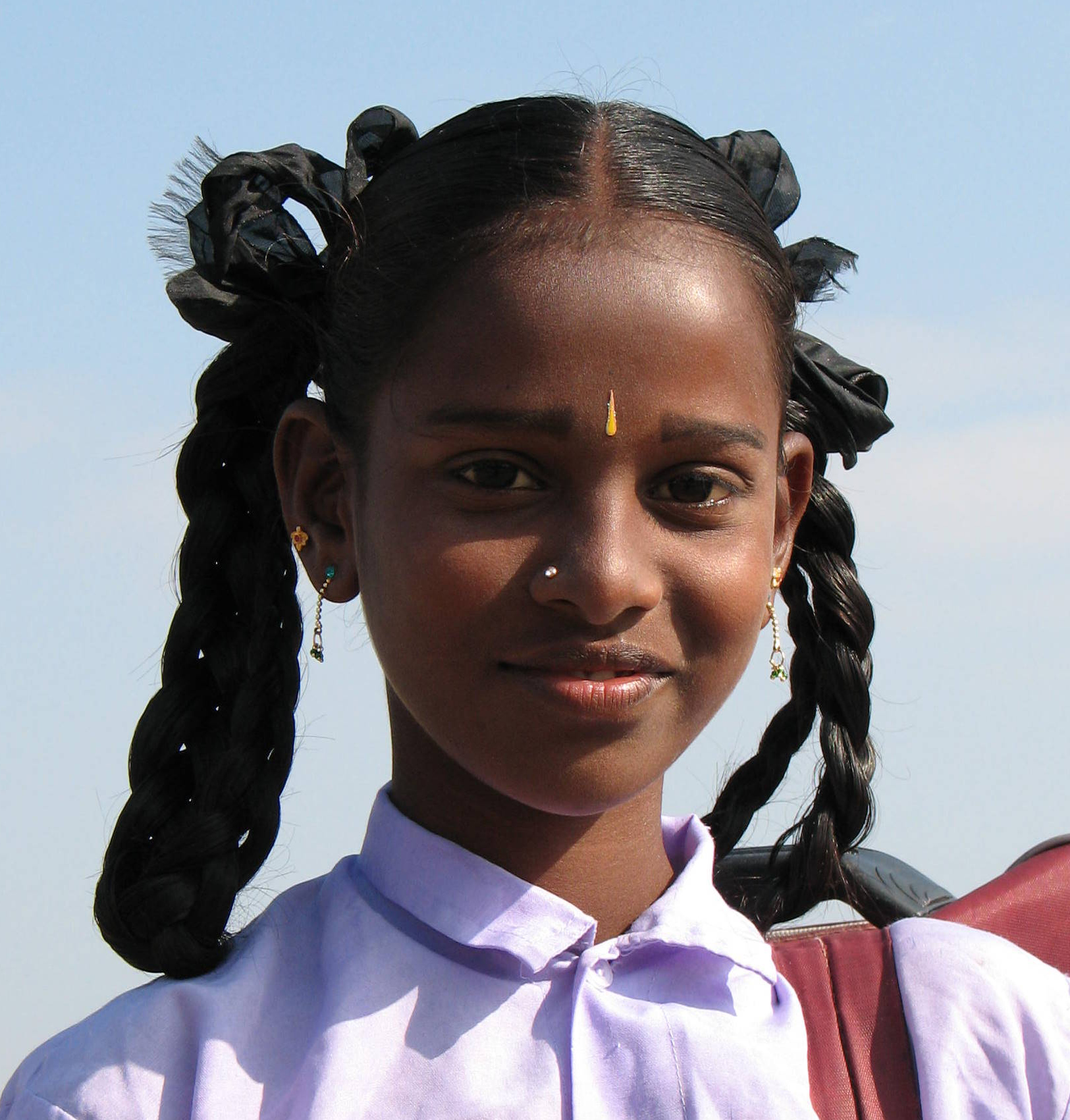
Niña de una escuela de la India.

### China
Junto con la costumbre del vendado de pies entre mujeres chinas, que duró hasta el final del siglo XIX, se creía que la virtud en las mujeres recaía en su escasez de conocimiento. Como resultado, la educación femenina no era considerada merecedora de atención. Con la llegada a China de numerosos misioneros cristianos del Reino Unido y Estados Unidos en el siglo XIX, algunos de ellos se involucraron en la construcción de escuelas para mujeres y, en consecuencia, se empezó a prestar atención a la educación femenina.
Debido a la costumbre social acerca de que entre el hombre y la mujer no debería haber cercanía, las mujeres de China fueron renuentes a ser tratadas por médicos varones de la medicina occidental. El resultado fue una necesidad apremiante de médicos mujeres. Para esto, una misionera médico, la doctora Mary H. Fulton (1854-1927) fue enviada por el Consejo de Misiones Extranjeras de la Iglesia Presbiteriana para fundar la primera universidad médica para mujeres en China. Conocido como el Hackett Medical College for Women (夏葛女子醫學院), localizado en Guangzhou, se debió a una cuantiosa donación de Edward A. K. Hackett (1851-1916) de Indiana, Estados Unidos. Para 1915, había más de 60 estudiantes, la mayoría en residencia. Muchos de ellos se convirtieron al cristianismo debido a la influencia de Fulton. El centro fue oficialmente reconocido y sus diplomas fueron marcados con la estampa oficial del gobierno provincial de Guangdong. Estaba dirigido a la difusión del cristianismo y de la medicina moderna, y a elevar la condición social de las mujeres chinas. El hospital para mujeres y niños David Gregg (también conocido como Hospital Yuji, 柔濟醫院) estaba afiliado a esta universidad.

#### Educación después del establecimiento de la República Popular China
Entre 1931 y 1945, el porcentaje de las mujeres sin educación era superior al 90% y la mayoría de quienes sí habían sido educadas lo estaban en un nivel básico. En 1950, después del establecimiento de la República Popular China, el gobierno llevó a cabo un proyecto de alfabetización. Eso permitió que muchas mujeres aprendieran a escribir y aritmética básica, lo que elevó el porcentaje de las mujeres educadas. No sólo se promovió en las ciudades, sino también en las zonas rurales, y las villas tuvieron sus propias escuelas elementales. En vez de dedicarse exclusivamente al cuidado de los hijos y de los quehaceres domésticos, las mujeres de mediana edad tuvieron la oportunidad de aprender a escribir y leer en las escuelas locales.
En 1980, el gobierno central chino aprobó una nueva ley que exigió a los gobiernos locales de todo el país la promoción de una educación obligatoria de nueve años. La nueva ley de educación garantizó los derechos educativos hasta la educación media. Antes de la década de 1960, la matrícula femenina en las escuelas de educación elemental era del 20%. 20 años después de la publicación de la ley de educación, en 1995, el porcentaje se incrementó al 98.2%. El 2003, el porcentaje de mujeres que abandonaban la escuela era del 2,49%.[cita requerida]
De acuerdo con el quinto censo nacional en el 2000, la duración promedio de la educación femenina superó los 7,4 años. Esta cifra había aumentado de 7,0 a 7,4 años en 3 años. Sin embargo, la duración de la educación femenina estaba aún 0,8 años por debajo de la masculina. Esta brecha en los altos niveles de educación es mayor en las áreas rurales. En el campo, los padres tienden a usar sus limitados recursos para los hijos varones porque creen que ellos tiene una mayor capacidad de traer más contribuciones a sus familias que sus hijas. En una investigación, los padres son 21% más propensos a detener la educación de sus hijas si ellos entran en problemas económicos y familiares. Los chicos son previstos con mayores oportunidades para estudios adicionales, especialmente después de la educación media. Esta diferencia fue más evidente en las universidades.
Llegado el siglo XXI, la educación universitaria fue más predominante. Las matrículas crecieron, y comparando con el año de 1977, en el que se recuperó el examen de admisión, la tasa de ingreso aumentó del 4,8% al 74,86%. Desde que la admisión general aumentó en gran medida, más estudiantes entraron a las universidades. Aunque las mujeres se asumieron como beneficiarias de los derechos de la educación general, se vieron obligadas a tener un mejor empeño en el examen de admisión que los hombres. Las mujeres necesitaban lograr grados más altos que los estudiantes varones con el fin de entrar al mismo nivel universitario. Este es un techo invisible para las mujeres chinas, especialmente en la cúspide universitaria. No es una regla pública pero es un consenso frecuente entre la mayoría de los oficios de admisión de las universidades chinas.

### India

#### Época védica ( ~1000 a. C.)
Hace más de 3000 años, durante la época védica, las mujeres tenían una alta consideración en la sociedad. Ellas compartían una reputación equitativa con los hombres y disfrutaban de un tipo de libertad que la sociedad actual sanciona. El concepto filosófico antiguo hindú de sakti, el principio femenino de energía, fue también producto de esta época. Esto tomó la forma de adoración de deidades o diosas femeninas. En la India, todavía se adora a Sarasvati como la diosa del conocimiento. En la literatura védica se alaba el nacimiento de una hija en estas palabras:

"Una hija también debe ser educada con gran esfuerzo y cuidado" - Devi Mahatmya

Las mujeres que decidieron dedicarse a los estudios védicos, fueron llamadas brahmavadinis. Algunas mujeres sabias de la época védica fueron Vac, Ambhrni, Romasa, Gargi y Khona. Por su parte, aquellas que prefirieron el matrimonio a la educación fueron llamadas sadyovadhus. La co-educación parecía haber existido en este periodo y tanto hombres como mujeres recibían la misma atención por parte del maestro. Además, las mujeres de la casta de los chatrias recibían clases de artes marciales y manejo de armas.

#### India británica
El trabajo y educación de las mujeres fue reconocido en 1854 por el programa Wood's Dispatch de la East India Company. Lentamente, había un progreso en la educación femenina, pero inicialmente tendía a estar enfocada en la educación elemental y fue reservada a los sectores privilegiados de la sociedad. Se estima que la alfabetización de la mujer se incrementó del 0.2% en 1882 al 6% en 1947.
En 1878, la Universidad de Calcuta se convirtió en una de las primeras universidades en admitir graduadas en sus programas de grado, incluso antes que las universidades británicas. Este aspecto fue elevado durante la controversia de Ilbert Bill en 1883, cuando se estaba negociando si debía darse a los jueces indios el derecho de juzgar a los delincuentes británicos. El papel de la mujer fue prominentemente destacado en la controversia, ya que las mujeres inglesas que se oponían a la controversia argumentaron que los hombres indios no debían obtener el derecho de juzgar casos que involucraran a las mujeres inglesas porque ellos descuidaban a sus mujeres bengalíes. Las mujeres bengalíes que soportaron el "Ilbert Bill" respondieron que ellas eran más educadas que las mujeres inglesas que se oponían al "Bill" y señalaron que más mujeres indias tenían más grados universitarios que ellas.

#### India independiente
Después de que la India obtuviera su independencia en 1947, la Comisión de educación de la Universidad fue creada para mejorar la calidad de la educación. Sin embargo, su reporte se refería contra la educación femenina, señalandola como: "la actual educación de las mujeres es completamente irrelevante para la vida que ellas tienen que llevar. No es solo un gasto, a menudo es una incapacidad definitiva".
Sin embargo, el hecho de que la alfabetización femenina había aumentado a 8.9% no podía ser ignorado. Así, en 1958, fue nombrado por el gobierno un comité nacional de educación de mujeres, y la mayoría de sus iniciativas fueron aceptadas. Sus principales recomendaciones fueron darle a la educación de la mujer los mismos fundamentos que la ofrecida a los varones.
Poco después, varios comités fueron creados para hablar sobre la igualdad entre hombres y mujeres en el campo de la educación. Por ejemplo, un comité recomendaba la igual en el currículo de ambos en varias etapas de su aprendizaje. Se hicieron grandes esfuerzos para expandir y mejorar el sistema de educación, y la Comisión de Educación fue establecida en 1964, la cual hablaba ampliamente sobre la educación femenina y recomendaba una política nacional para ser desarrollada por el gobierno.

#### Política actual
Antes y después de la Independencia, la India había estado tomando pasos activos hacia un estatus y educación de la mujer. La ley de la enmienda constitucional 86°, 2002, ha sido un camino hacia el crecimiento de la educación, especialmente femenina. De acuerdo con esta ley, la educación elemental es un derecho fundamental para niños entre 6 y 14 años de edad. El gobierno se ha comprometido a proveer educación gratuita y obligatoria para este sector. Este compromiso es ampliamente conocido como Sarva Shiksha Abhiyan (SSA). Desde entonces, el SSA ha aparecido con muchos esquemas de inclusión así como un exclusivo crecimiento de la educación de la India en su totalidad, incluyendo esquemas para ayudar a fomentar el crecimiento de la educación de la mujer. Los principales esquemas son:
- Mahila Samakhya Programme. Este programa fue lanzado en 1988 como resultado de la Nueva Política de educación (1968). Fue creado por el empoderamiento de mujeres de áreas rurales, especialmente de grupos social y económicamente marginados. Cuando el SSA fue formado, fue formado como un comité para revisar el programa, su forma de trabajar y recomendar cambios que podían hacerse.[25]
- Kasturba Gandhi Balika Vidyalaya Scheme. Este esquema fue lanzado en julio del 2004 para proveer educación a niñas de nivel primaria. Es principalmente para a´res rurales donde los niveles de alfabetismo de niñas es muy bajo. Las escuelas que estaban establecidas tenían un porcentaje de 100% de reservación.
- "Programa Nacional para la educación de niñas de nivel elemental" (NPEGEL). Fue un programa lanzado en julio del 2003. Fue una iniciativa para llegar a las niñas a las que el SSA no fue capaz de llegar con otros esquemas. Este esquema cubría 24 estados de la India. Con el NPEGEL, las escuelas modelos se habían establecido para ofrecer mejores oportunidades a las niñas.[26]

Un hecho notable ocurrió en el 2013, cuando las primeras dos chicas alcanzaron dos de los primeros diez lugares para el ingreso a los Institutos de Tecnología de la India.

## Tradición católica
En la tradición católica, la preocupación por la educación femenina se ha expresado desde los días de la escuela catequística de Alejandría, que en el siglo III mantenía cursos tanto para hombres como para mujeres. Padres de la Iglesia como San Ambrosio, San Agustín y San Jerónimo dejaron cartas para la instrucción de las mujeres en los monasterios que fundaron o patrocinaron. En la época medieval se establecieron distintos institutos religiosos que implicaban algún modo de educación femenina. En la Edad Moderna esta tradición se mantuvo en órdenes como la de las ursulinas (1535), y en la Contemporánea con otras como la Congregación del Sagrado Corazón de María (1849), la Sociedad del Santo Niño Jesús, las Hermanas de San José, las Hermanas Salesianas de Don Bosco, etc. Las escuelas conventuales no se restringen en la actualidad a alumnas católicas; aunque en algunos países (como la India) suelen restringirse a los alumnos varones.

### España

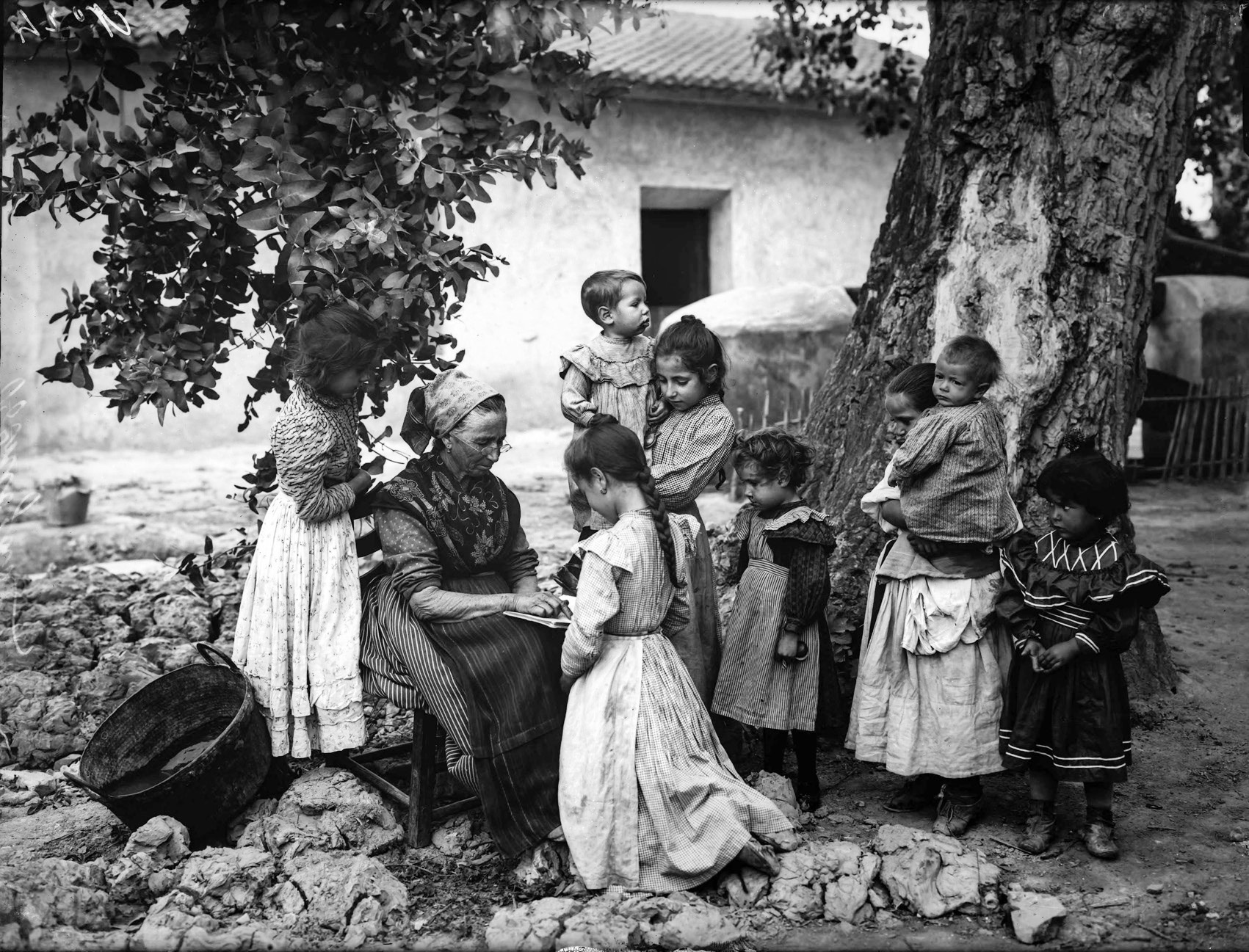
Lección de lectura en Beniaján, Murcia, c 1899. Kâulak.

La educación femenina en la edad moderna estaba orientada hacia el matrimonio, el cuidado del hogar y de los hijos o a profesar la fe en un convento. La mayor parte de la población no podía acceder a los estudios formales. En el caso de las mujeres con menos recursos, se limitaba a enseñar el catecismo o actividades domésticas como hilar, coser, lavar, los cuales aprendían con la familia. En cuanto a las mujeres con mayores posibilidades económicas o nobles, se les enseñaba sobre religión, moral y se les instruía en la lectura, pero se les excluía de las universidades. No obstante, hubo mujeres que destacaron por sus conocimientos en latín, como Beatriz Galindo y que incluso consiguieron grados universitarios, como Juliana Morell (quien fue la primera en hacerlo). Asimismo, hubo mujeres que se dedicaban a escribir sobre diversos temas, como Feliciana Enríquez de Gúzman, quién escribió sobre teatro y poseía. La educación femenina despertó especial interés entre los teóricos de la época moderna, como es el caso de Juan Luis Vives, quién escribió el tratado De la Instrucción de la mujer cristiana, el cual tuvo amplia difusión en diferentes idiomas por Europa.
El siglo XVIII:es clave dentro del proyecto de reformas en el campo de la política y de la cultura, ya que la mujer del estamento privilegiado o burgués participará en los salones que actúen como catalizadores del saber ilustrado fuera de las universidades como centros tradicionales.
Se pone de manifiesto la importancia de la educación y la necesidad de ampliarla, cada vez interesa a más amplios sectores sociales. 
Para Canabal Rodríguez en siglo XVIII “es cuando se produce las primeras vindicaciones feministas que se articularon históricamente en el ámbito de la universalización del sujeto de conocimiento”. Por lo que se puede hablar del siglo ilustrado como “un despertar de la conciencia femenina frente al papel preponderante del hombre en toso el conjunto de la sociedad
Se plantea la siguiente cuestión, ¿por qué educar a las mujeres?, pues para “mejorar la formación de las niñas y jóvenes para que cuando sean adultas puedan contribuir a la tarea de moralizar la sociedad”.
Nos seguimos encontrando ante una educación muy “primitiva”, según Fraile Seco la cultura que van a recibir las mujeres en el siglo XVIII “estaba destinada a que las mujeres pudieran tener una conversación y no avergonzaran al marido y para que fuesen buenas administradoras del hogar y buenas cristianas, siempre sumisas”.
Otro autor importante es Benito Jerónimo Feijoo que publicó en 1726 “Defensa de las mujeres”, en la que se extrae las siguientes cuestiones: ruptura de los prejuicios de inferioridad física, moral e intelectual de las mujeres, tiene las mismas capacidades intelectuales y que la desigual educación lo que le impedía a ella desarrollar sus talentos.
Se destaca a Josefa Amar y Borbón (socia de la Real Sociedad Económica Aragonesa de Amigos del País) con sus obras “Discurso en defensa del talento de las mujeres y de su aptitud para el gobierno” (1786) y “Discurso sobre la educación física y moral de las mujeres” (1790) en las que defiende unir el ámbito doméstico y político en la educación femenina y la igualdad entre hombres y mujeres.
Otro personaje clave de finales de siglo es Pedro R. Campomanes con “La educación popular de los artesanos y su fomento” (1775) de aspecto económico, pero colocaba a la mujer en igualdad con el hombre y se reconocía que “solo el descuido que padece en si enseñanza la diferencia si culpa”. Campomanes fue un defensor de educar y fomentar en las mujeres el trabajo para alcanzar la prosperidad del Estado
No todas las corrientes van en la mismo dirección por ejemplo Rousseau trata la educación femenina explicando las diferencias físicas, de carácter y temperamento entre el hombre y la mujer.
Se finaliza este apartado con verso de 1739 que muestra el desdén hacia las mujeres que se están empezando a formar (llamadas despectivamente bachilleras):
«Yo la quiero muy tonta, que en todo tema; mucho mejor es tonta que bachillera»
La enseñanza del siglo XIX, muy influenciada aún por la Iglesia a todos los niveles, sigue contemplando a la mujer en un papel secundario. La Iglesia católica tenía un concepto funcional de la mujer, la cual debía se piadosa, buena madre y buena esposa.
La incorporación de la mujer al sistema educativo, según la Iglesia, era una forma de moldear en principios y valores cristianos al elemento cohesionador de la familia y el hogar. El acceso de la mujer al sistema educativo buscaba fundamentalmente alfabetizarla y adiestrarla en algunos quehaceres domésticos para el mejor funcionamiento del hogar y de la familia. 

En el siglo XIX , la Comisión de Instrucción Pública, a través de las Cortes de Cádiz, emitió el 7 de marzo de 1814 un Dictamen y Proyecto de Decreto sobre el arreglo general de la Enseñanza Pública, el cual no tuvo aplicación por el Golpe de Estado que puso fin a la era liberal inaugurada con las Cortes gaditanas. El decreto de 4 de mayo de 1814 declaraba "nulos y de ningún valor ni efecto" tanto la Constitución como todos los decretos promulgados por las Cortes. No obstante merece la pena reseñarlo por ser obra de los hombres ilustrados y de progreso que al principio de la guerra existían, como los denominaría Gil de Zárate a mediados de siglo (2) Su espíritu permanecería largo tiempo en España.

### México
Hace falta más investigación sobre la educación femenina en México y en América latina en general, priorizar el trabajo de campo y estudios empíricos en las regiones rurales y comunidades apartadas y de escasos recursos materiales.

### Histórica
- Bathsua Makin (1673), An Essay to Revive the Ancient Education of Gentlewomen, in Religion, Manners, Arts & Tongues
- Anna Julia Cooper (1892), The Higher Education of Women
- Alice Zimmern (1898), Renaissance of Girls' Education in England
- Thomas Woody (1929), A History of Women's Education in the United States, 2 vols.

- AMAR Y BORBO, J. (1786), Discurso en defensa del talento de las mujeres, de su aptitud para el gobierno y otros cargos en que se emplean los hombres, Madrid
- ARANDA MENDÍAZ, M. (2008) La mujer en la España del Antiguo Régimen: historia de género y fuentes jurídicas, Campillo Nevado S.A, Madrid.
- ARANGUREN, J.L. (1988), Moral, Sociedad la moral social española en el siglo XIX, Equipo Madrid, Madrid.
- ASTELL, M. (1697), A Serious Proposal to the Ladies . Londres.
- BEDÍA, R. C. (2011) “Educación para la libertad: las mujeres ante la reacción patriarcal”. Revista Interuniversitaria de Formación del Profesorado, 25(2), 63-72.
- CANABAL RODRÍGUEZ, L. (2013) “Educación femenina en la Edad Moderna: Constituciones del Colegio de doncellas nobles de Nuestra Señora de los Remedios, Toledo (siglo XVI)”. Estudios Humanísticos. Historia, 12, 127-154.
- DEUSA, I. M. (2004) “Mujeres ilustradas en el debate de la educación. Francia y España”. Cuadernos de Historia Moderna, 3, 59-84.
- FEIJOO, B. J. (1997), Defensa de la mujer: discurso XVI del Teatro crítico. Icaria Editorial.
- GRAÍÑO, C. S. (2007) “La educación de las mujeres en el tránsito de la Edad Media a la Modernidad”. Ediciones Universidad de Salamanca, 26, 65-83
- IGLESIAS CANO, M.C. (1999), Nobleza y sociedad. Oviedo. Nobel.
- KING, L. (1993), Mujeres renacentistas. La búsqueda de un espacio, Alianza Universidad Madrid, Madrid.
- LÓPEZ CÓRDON, V. (2005), Condición femenina y razón ilustrada: Josefa Amar y Borbón, Zaragoza: Prensas Universitarias de Zaragoza, Zaragoza.
- LÓPEZ, M. O. (1988) “La educación de la mujer en la Ilustración española”. Revista De Educacion, 1, 193-222.
- MARTÍNEZ, R. M. G. (2007) “Mujer y educación en el Antiguo Régimen”. Historia de la educación: Revista interuniversitaria, 26, 85-110.
- MUÑOZ, A. (1789), Aventuras en verso y prosa del insigne poeta y su discreto compañero, escritas por Don Antonio Muñoz.
- POULAIN DE LA BARRE, F. (1993), De la Educación de las Damas, Madrid: Ed. Cátedra, col. Feminismos.
- RODRÍGUEZ DE CAMPONMANES, P. (1975), Discurso sobre la educación popular de los artesanos, Instituto de Estudios Fiscales, Madrid.
- SECO, D. M. (2004). Mujer y cultura: la educación de las mujeres en la Edad Moderna. DOAJ (DOAJ: Directory of Open Access Journals
- VARELA, M. A. (2005) “Aprender a leer, aprender a escribir: Lectoescritura femenina (siglos XIII-XV)”, 59-74.
- VILLAR GARCÍA, B. (2003) “Las oportunidades de educación y el empleo laboral de las mujeres malagueñas en la Edad Moderna”. Baetica. Estudios de Arte, Geografía e Historia, 24, 649-670.
- WOLLSTONECRAF, M. (1994), Vindicación de los derechos de la mujer. Madrid: Ed. Cátedra, col. Feminismos.

### Actual
- Barry Turner (1974), Equality for some: The story of girls' education